# Chevaigné-du-Maine
Chevaigné-du-Maine é uma comuna francesa na região administrativa da Pays de la Loire, no departamento de Mayenne. Estende-se por uma área de 13,05 km². Em 2010 a comuna tinha 172 habitantes (densidade: 13,2 hab./km²).